# Constitution de la Moldavie
Lire en ligne

Consulter

La Constitution de Moldavie est la loi fondamentale qui définit la fonctionnement de l'État moldave et cadre la législation du pays.

## Histoire
Fruit d'un compromis politique entre les aspirations de la majorité autochtone (deux tiers des habitants) et les exigences de la Russie dans la zone d'influence de laquelle se trouve la Moldavie (relayées sur place par les colons slavophones, soit un tiers de la population du pays), l'actuelle Constitution a été adoptée le 29 juillet 1994. Elle remplace la Constitution antérieure, adoptée lors de l'indépendance proclamée le 27 août 1991, qui était beaucoup plus conforme aux revendications des autochtones (formulées dès 1988 grâce à la « glasnost ») mais suscitait les protestations des slavophones et l'hostilité de la Russie.
L'article 13-1 de la Constitution de l'indépendance établissait que : « La langue officielle de la république de Moldavie est la langue roumaine, et utilise l'alphabet latin. » Un drapeau et des armoiries très proches du drapeau et des armoiries roumaines avaient été adoptés, ainsi que la devise : « Virtus Romaniae rediviva ». L'hymne d'État de la Roumanie « Réveille-toi, roumain » fut également adopté en Moldavie. 
Mais les non-roumanophones réagirent très vivement, tandis que la Russie et l'Ukraine leur apportèrent leur soutien, en coupant le gaz et l'électricité (« journées noires » de 1991-92) et résistèrent aux tentatives de la police moldave de prendre le contrôle de la totalité de son territoire (guerre du Dniestr en 1992, perdue par la Moldavie et gagnée par la 14e armée russe, commandée par Alexandre Lebed).
À la suite de ces défaites et des compromis qui s'ensuivirent, la Constitution adoptée le 29 juillet 1994 conserve, sur le plan social, la plupart des acquis de la précédente, notamment en matière de libertés civiques et de démocratie, mais c'est sur le plan culturel (avec des incidences politiques importantes) que l'article 13 institue entre les groupes ethniques de Moldavie une discrimination, car si les Russes, Ukrainiens, Bulgares, Gagaouzes et autres ont la liberté de se définir comme membres d'ensembles linguistiques et culturels dépassant le cadre du pays, ce n'est pas le cas des autochtones roumanophones qui eux, s'ils se définissent comme Roumains, sont considérés comme « minorité nationale » dans leur propre pays,, ce qui provoque chaque année manifestations, affrontements et tensions. Symboliquement, les proportions et les nuances chromatiques du drapeau ont été changés, la devise a été modifiée en « Virtus Moldaviae rediviva », un autre hymne d'état fut adopté (« Notre belle langue ») et surtout, la langue et l'identité des romanophones sont à nouveau officiellement définies comme moldaves, différentes du roumain par l'article 13 de la nouvelle constitution. En 1996, une proposition du président de la république Mircea Snegur de revenir au nom roumain de la langue a été rejetée par le parlement moldave.

## Article contesté
De jure, si les Moldaves (quelle que soit leur appartenance linguistique et culturelle) s'en tenaient à une stricte interprétation de l'article 13 de la constitution du 29 juillet 1994, la « culture moldave » ne devrait concerner que les autochtones de l'ancienne Bessarabie et de l'actuelle république, à l'exclusion de tout autre élément (cultures des minorités : russe, ukrainienne, bulgare ou gagaouze, mais aussi culture roumaine dont la culture moldave fait historiquement partie). Mais, les législateurs le savent, la culture est un phénomène difficile à encadrer juridiquement, elle ne cesse d'échanger, d'innover, de se réinventer.
Sur le plan de la linguistique, et contrairement à la Constitution de l'indépendance, l'article 13 de la constitution du 29 juillet 1994 définit la langue roumaine parlée en République de Moldavie, appelée « moldave », comme « différente du roumain » alors que du point de vue scientifique, en termes de sociolinguistique, roumain et moldave sont une seule et même langue, dont les anciens dialectes (langue abstand du passé) et les formes présentes (langue ausbau moderne) présentent assez de traits structurels communs, pour constituer une langue unitaire. Les locuteurs, eux, se comprennent spontanément et complètement sans traducteur ni dictionnaire. Les différences entre parler savant (langue littéraire moderne) et parlers populaires sont les mêmes en Moldavie et en Roumanie. Or l'article 13 de la constitution du 29 juillet 1994 interdit de faire référence à la langue nationale sous la dénomination de roumain et d'enseigner que l'histoire des Moldaves s'inscrit dans l'histoire des Roumains (au sens linguistique), ce qui est considéré par le corps enseignant roumanophone comme un abus politique et une entrave à ses libertés.
Sur le plan de la citoyenneté, l'article 13 inscrit dans la vie de l'État une double discrimination linguistique, qui contribue à l'instabilité du pays :
- d'une part, seuls les autochtones roumanophones et leur langue ont droit au nom de Moldaves (ils sont les seuls « citoyens titulaires » - cetăţeni titulari), ce qui fait que les minorités (un tiers de la population) se sentent étrangères au pays ;
- d'autre part, seules les minorités ont le droit de développer leur langue, leur culture et leur identité en tant que membres de civilisations dépassant les frontières du pays (russe, ukrainienne, bulgare, turcophone...) ; ce droit est dénié aux Moldaves qui n'ont pas le droit de s'affirmer Roumains, et qui ne se sentent donc pas reconnus dans le pays, eux non plus. Ceux des Moldaves qui, pour avoir le droit de développer leur langue, leur culture et leur identité en tant que membres d'une civilisation dépassant les frontières de l'état, se déclarent « Roumains » aux recensements, perdent leur statut de « citoyens titulaires » et sont considérés comme une « minorité nationale » dans leur propre pays[4].

Ainsi, de facto, la culture moldave transgresse l'article 13 de la Constitution et inclut :
- pour les roumanophones : l'histoire et la culture de la Roumanie dont la Moldavie historique et de la Bessarabie (en tant que province roumaine) sont des chapitres ;
- pour les russophones : l'histoire et la culture de l'Empire russe, de la Bessarabie (en tant que gouvernement russe) et de l'URSS, qu'ils partagent avec la Russie et l'Ukraine ;
- il existe aussi en Moldavie une culture ukrainienne, gagaouze, lipovène, bulgare, arménienne, tzigane, ainsi que des traces (notamment dans le patrimoine architectural et musical) de cultures disparues comme la juive, la germanique ou la grecque pontique.

## Sources
- (en) Cet article est partiellement ou en totalité issu de l’article de Wikipédia en anglais intitulé « Constitution of Moldova (1994) » (voir la liste des auteurs).

## Compléments